# Trotopera arrhapa
Trotopera arrhapa là một loài bướm đêm trong họ Geometridae.